# William Otto Brunner
William Otto Brunner (7 de julio de 1878 - 1 de diciembre de 1958) fue un astrónomo suizo. Se especializó en la observación de las manchas solares.

## Semblanza
Desde 1926 hasta 1945 fue el director del Observatorio Federal Suizo. Continuó la serie de observaciones de las manchas solares realizadas desde Zúrich, iniciada en 1864 por el fundador del observatorio, Rudolf Wolf. (Estas observaciones continúan hasta el presente.)
También fue responsable del Boletín de la Unión Astronómica Internacional.

## Reconocimientos
- William Otto Brunner fue elegido miembro de la Real Sociedad Astronómica en 1945.[4]
- El cráter lunar Brunner situado en la cara oculta de la Luna lleva su nombre. El nombre fue adoptado oficialmente por la Unión Astronómica Internacional (UAI) en 1970, en referencia a William Otto Brunner.[5]